# راي راجيليس
راي راجيليس (بالإنجليزية: Ray Ragelis)‏ مواليد 10 ديسمبر 1928 - الوفاة 19 سبتمبر 1983، كان مدرب كرة سلة أمريكي ولاعب. بدأ مسيرته الاحترافية في سنة 1951. تم اختياره من قبل فريق سكرامنتو كينغز خلال الدرافت. حمل الرقم 18. بلغ طوله 6 قدم 4 بوصة (1.9 م). اعتزل اللعب في 1952.

## روابط خارجية
- راي راجيليس على موقع إن بي أي (الإنجليزية)
- راي راجيليس على موقع سبورتس رفرنس (الإنجليزية)
- راي راجيليس على موقع كلية كرة السلة في سبورتس رفرنس.كوم (الإنجليزية)
- راي راجيليس على موقع ريلجم (الإنجليزية)
- راي راجيليس على موقع بروبوليرز (الإنجليزية)